# البياعة
البياعة قرية سوريّة تتبع إداريّاً لمحافظة حلب منطقة عفرين ناحية شران، بلغ تعداد سكانها 186 نسمة حسب التعداد السكاني لعام 2004.